# Église du Gesù de Toulouse
Pour les articles homonymes, voir Église du Gesù (homonymie).
L’église du Gesù est un ancien édifice religieux catholique situé à  Toulouse. Construite en style néo-gothique par les Jésuites au XIXe siècle l'église est désacralisée en 2000 et réaménagée en salle de concert d'orgues. Située 22 bis rue des Fleurs l'église est l’un des grands édifices religieux de Toulouse (23 mètres sous voûte).
L'église, y compris les vitraux et le décor peint, fait l’objet d’une inscription au titre des monuments historiques depuis le 7 avril 1994.

## Historique
L'église du Gesù tient son nom des Jésuites (la Compagnie de Jésus) qui sont à l'origine de sa construction. Le nom Gesù (église du 'Nom de Jésus', en fait) la relie indirectement aussi au mot « Jésuite » en italien (Gesuiti) et à la première église construite pour les Jésuites à Rome, l’église du Gesù.
Lorsque les congrégations religieuses reviennent en France à la Restauration, une fois les tourmentes révolutionnaires passées, la Compagnie de Jésus revient à Toulouse en 1830.
Les jésuites achètent en 1853 un hôtel particulier, ancienne sénéchaussée. Ils rasent le bâtiment, ainsi que les vestiges du rempart gallo-romain de Toulouse afin d'y installer un noviciat et son église.
L'église est construite entre 1854 et 1861 par l’architecte Henri Bach dans un style néo-gothique. La décoration a été peinte à la cire par Auguste Bach, frère de l’architecte et jésuite lui-même, entre 1859 et 1869. Le culte du Sacré-Cœur de Jésus, ainsi que les personnalités marquantes de la Compagnie de Jésus, forment l'essentiel des thèmes de ces décorations.
Les vitraux, de 1866, sont l’œuvre de Louis-Victor Gesta. Les cartons des vitraux sont dus à Bernard Bénézet. Les vitraux ont été financés par les familles fortunées de Toulouse comme la famille de Solages, la famille de Sambucy ou le peintre Eugène de Malbos.
Le grand orgue est classé monument historique depuis le 24 février 1977. Il a été érigé par Aristide Cavaillé-Coll en 1864. Le buffet néo-gothique renferme un orgue de vingt-quatre jeux pour deux claviers manuels et un pédalier.
Le maître-autel, en chêne, est l'œuvre de l'ébéniste Kreyenbielh sur des plans du sculpteur Arthur Martin.
L'église a été ouverte au culte en 1861 et consacrée en 1869. En 1880, elle est fermée au public, à la suite de l'exclusion des congrégations religieuses de l'enseignement, mais les jésuites en restent propriétaires. Elle est rouverte en 1920. En 1929, les jésuites ouvrent en plus de leur noviciat un collège dans une maison contigüe à l'église, le collège Saint-Stanislas.
Entre les années 1970 et 2000, le nombre de jésuites - et leurs activités - diminuent, mais l'église reste ouverte. Elle est fermée lorsque les jésuites quittent la rue des Fleurs, et vendent l'ancien noviciat au diocèse, et l'église à la Mairie de Toulouse.
La mairie de Toulouse l’acquiert en 2000 et la rénove avec le projet d'en faire un lieu consacré à l'orgue, étant donné la valeur et la qualité de l'instrument musical qui s'y trouve (de facture Cavaillé-Coll). L’étanchéité de la toiture a été refaite, ainsi qu’une restauration à l’identique des dix-neuf verrières géminées de 2,46 m de haut qui portent les vitraux, abîmées par l'explosion de l'usine AZF de Toulouse en septembre 2001. Des locaux ont été aménagés au premier étage pour différentes associations musicales, ainsi qu’une salle de concert d’orgues, un accueil entièrement vitré au rez-de-chaussée et une salle de répétition. Un garage attenant, sur la place des Hauts-Murats, a été démoli pour dégager le bâtiment. Le parvis a été remis à neuf.
L'église, dans sa nouvelle destination, est inaugurée fin janvier 2006 par un concert en présence de l’archevêque de Toulouse, Mgr Émile Marcus, Jean-Luc Moudenc, alors maire de la ville, et Jean Diebold, député.
L'église n'est plus utilisée pour le culte. Quelques eucharisties y sont parfois célébrées pour les élèves du collège Saint-Stanislas, mais elle accueille essentiellement des concerts et sert de lieu de répétition pour plusieurs ensembles musicaux.

## Architecture

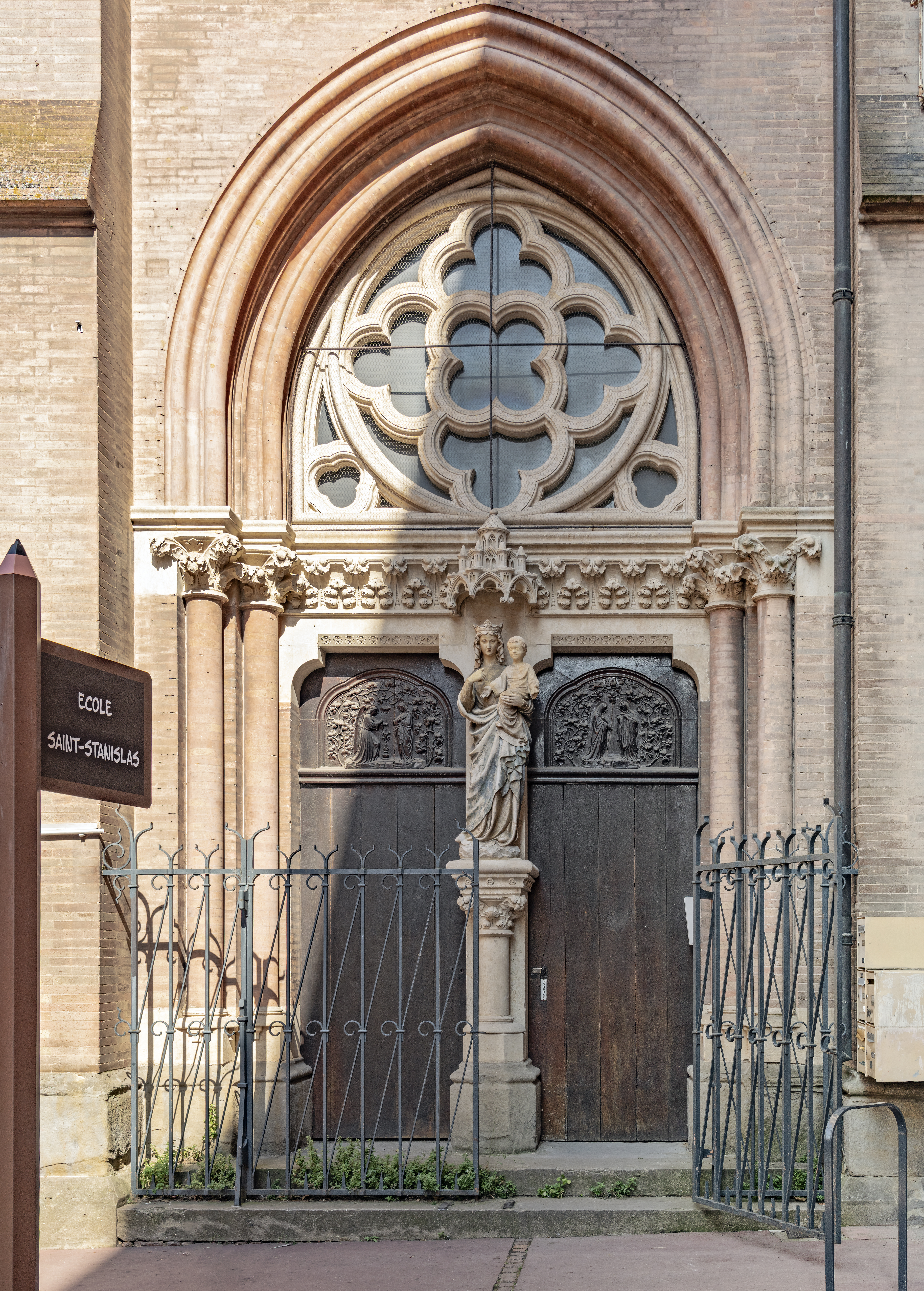
Entrée rue des fleurs.
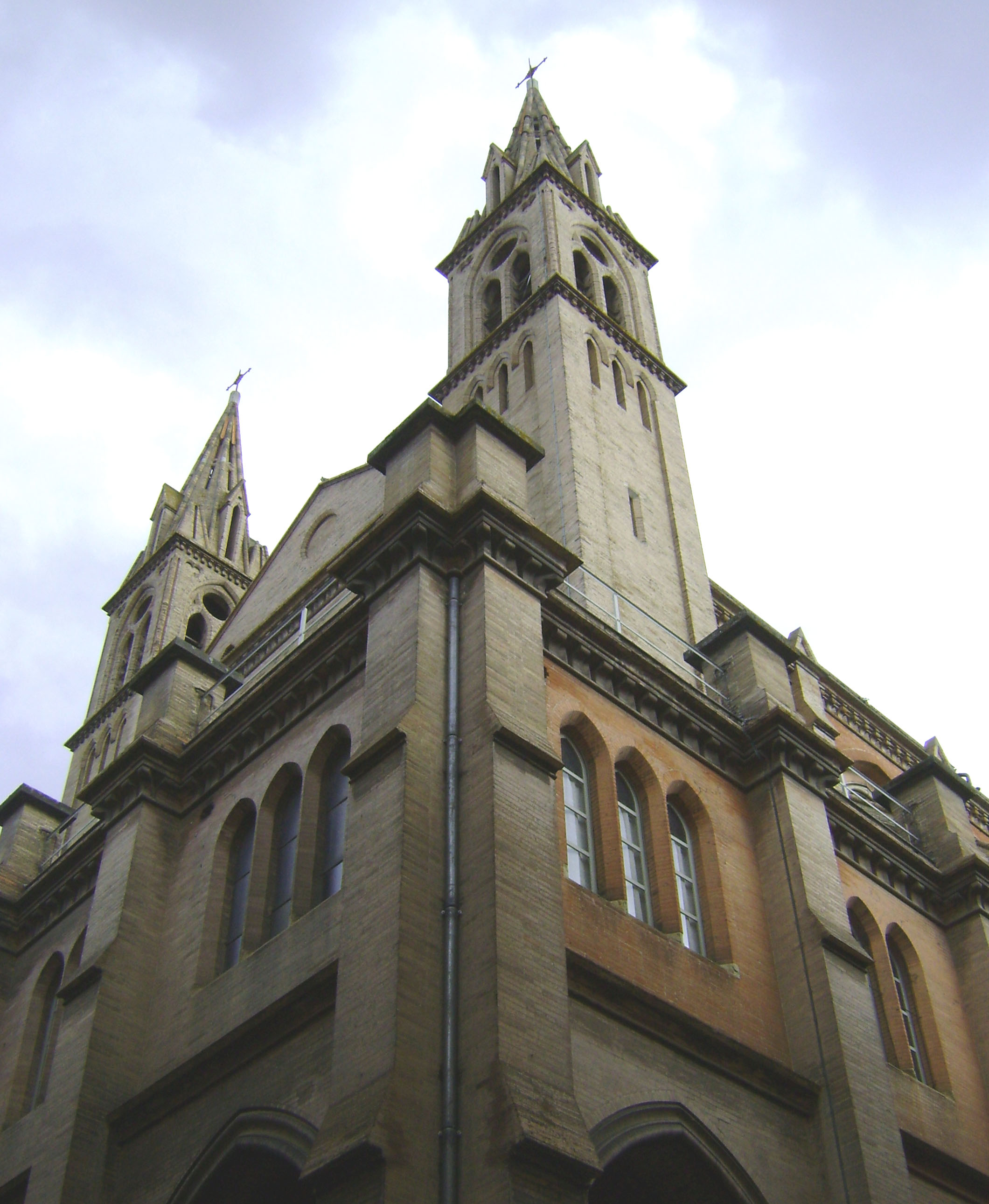
Un clocher de l'église
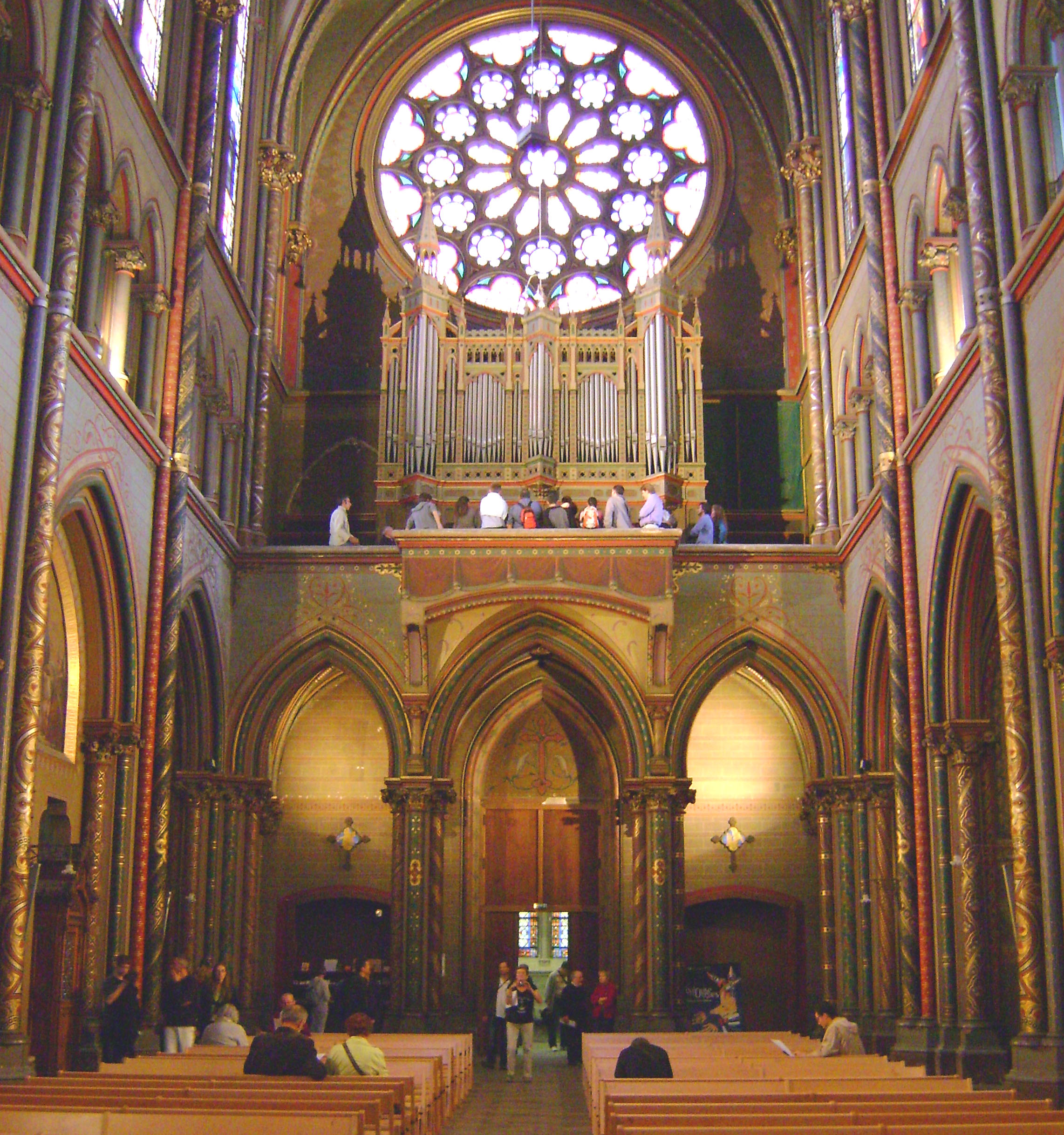
La nef
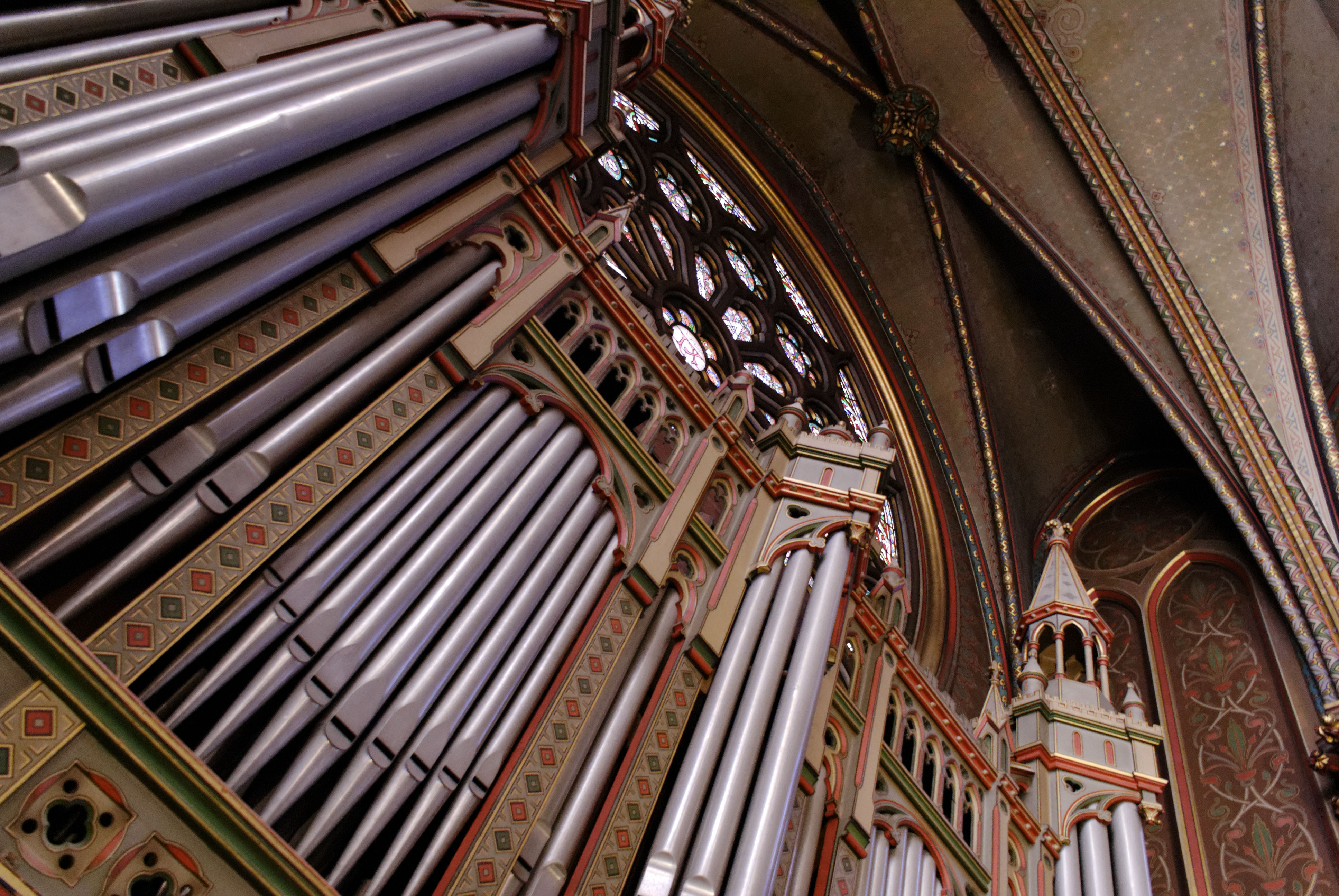
Orgue Cavaillé-Coll de l'église (détail)

L'église est construite en briques sur un soubassement de pierre. Composée d'une nef unique de sept travées, elle est bordée de chapelles à plans carrés.
L'édifice s'élève sur trois niveaux : chapelles, tribunes et fenêtres hautes.
Les dimensions sont vastes : 52 m de longueur, une nef de 11 m de large (21 m en comptant les chapelles latérales), 23 m de hauteur jusqu'aux clés de voûte.
L'extérieur de l'église affiche un style dépouillé, alors que l'intérieur possède une décoration riche, polychrome. La décoration intérieure est qualifiée de style néogothique méridional.
Lors de la construction de l'église, quelques mésententes eurent lieu entre l'architecte de la ville de Toulouse et l'architecte de l'église concernant la hauteur de l'édifice (le clocher culmine à 53 m).